# 第12回フロリダ映画批評家協会賞
12th FFCC Awards

2007年12月21日

作品賞: 

 ノーカントリー 
第12回フロリダ映画批評家協会賞（フロリダえいがひひょうかきょうかいしょう）とは、2007年12月21日に贈られたフロリダ映画批評家協会賞である。

## 受賞一覧
- 主演男優賞:
  - ダニエル・デイ＝ルイス - 『ゼア・ウィル・ビー・ブラッド』

- 主演女優賞:
  - エリオット・ペイジ - 『JUNO/ジュノ』

- アニメーション映画賞:
  - 『レミーのおいしいレストラン』

- 撮影賞:
  - 『ジェシー・ジェームズの暗殺』、『ノーカントリー』 - ロジャー・ディーキンス

- 監督賞:
  - コーエン兄弟 - 『ノーカントリー』

- ドキュメンタリー映画賞:
  - No End in Sight

- 作品賞:
  - 『ノーカントリー』

- 外国語映画賞:
  - 『潜水服は蝶の夢を見る』・フランス語

- 脚本賞:
  - 『JUNO/ジュノ』 - ディアブロ・コーディ

- 助演男優賞:
  - ハビエル・バルデム – 『ノーカントリー』

- 助演女優賞:
  - エイミー・ライアン - 『ゴーン・ベイビー・ゴーン』

| フロリダ映画批評家協会賞       | フロリダ映画批評家協会賞                    | フロリダ映画批評家協会賞       |
| ------------------------------ | ------------------------------------------- | ------------------------------ |
| 前回 （2006年度）              | 第12回フロリダ映画批評家協会賞 （2007年度） | 次回（2008年度）               |
| 第11回フロリダ映画批評家協会賞 | 第12回フロリダ映画批評家協会賞 （2007年度） | 第13回フロリダ映画批評家協会賞 |